# Codex Ephraemi Rescriptus
Codex Ephraemi Rescriptus er et bibelhåndskrift fra det 5. århundrede. Det har navn efter det genbrugsmateriale, det er skrevet på, langt
snarere end byen Alexandria i Egypten, der har lagt navn til Codex Alexandrinus.
Skriftet er på græsk og indeholder næsten hele Det Nye Testamente og størsteparten af Det Gamle Testamente. Det består af 209 blade; 64 i Det Gamle Testamente og 145 i Det Nye Testamente. Det er en palimpsest (dvs. på genbrugsmateriale).
Manuskriptet er et fragment.
Håndskriftet er i Bibliothèque nationale de France (grec 9).

## Eksterne link og kildehenvisninger
- Wikimedia Commons har flere filer relateret til Codex Ephraemi Rescriptus

- Hatch, William Henry, The Principal Uncial Manuscripts of the New Testament, The University of Chicago Press, Chicago, 1939.
- Bruce M. Metzger, Manuscripts of the Greek Bible: An Introduction to Palaeography, Oxford University Press, Oxford 1981.
- K. Tischendorf, Codex Ephraemi Syri rescriptus, sive Fragmenta Novi Testamenti, Lipsiae 1843
- K. Tischendorf, Codex Ephraemi Syri rescriptus, sive Fragmenta Veteris Testamenti, Lipsiae 1845

| Religion | Spire Denne religionsartikel er en spire som bør udbygges. Du er velkommen til at hjælpe Wikipedia ved at udvide den. |